# Wenekata II
Wenekata II (ur. ?, zm. 1614) – król Widżajanagaru z dynastii Arawidów.
Panował w latach 1586–1614. Po jego śmierci nastąpił kilkuletni okres walk o sukcesję.

## Literatura
- Wenekata II, [w:] M. Hertmanowicz-Brzoza, K. Stepan, Słownik władców świata, Kraków 2005, s. 808.